# 所さんの楽しいゴルフ
『所さんの楽しいゴルフ』（ところさんのたのしいごるふ）は、2007年頃より毎年、年末年始を中心にテレビ東京系列で放送されている特別番組。司会を務める所ジョージの冠番組。

## 概要
毎回、司会を務める所ジョージを中心にした芸能人チームとプロゴルファーチームに分かれてゴルフ対決をする番組。後半9ホールをマッチプレー方式で対戦する。

## 出演者
2015年
- メインMC：所ジョージ
- アシスタント：繁田美貴（テレビ東京アナウンサー）
- チーム所
  - 具志堅用高
  - 高橋尚成
  - 陣内智則
- プロチーム
  - 上田桃子
  - 木戸愛

## スタッフ
2016年放送分現在
- ナレーション：平野義和
- 構成：金森直哉、竹田慎
- 技術：ターンアップ
- AD：大西史晃、渡部光希
- AP：高梨公詠
- 取材ディレクター：杉山聡、山本彩子（以前はAD→ディレクター）
- 演出：如沢大介
- プロデューサー：渡辺大樹、浜田工、内矢浩（サジットメディア）
- チーフプロデューサー：斎藤勇
- 制作協力：SAGITTOMEDIA
- 制作著作：テレビ東京

### 過去のスタッフ
- 技術：ヴィ・ビジョンスタジオ
- AD：神山彩梨奈
- ディレクター：岡本光弘、榊耕平
- AP：青野展之
- プロデューサー：山本一朗、内田久善